# Björn Lindemann
Björn Lindemann (Nienburg/Weser, 23 gennaio 1984) è un ex calciatore tedesco, di ruolo centrocampista.

## Palmarès

### Club

#### Competizioni nazionali
- 3. Liga: 1

Osnabrück: 2009-2010